# EarthDesk
EarthDesk é um aplicativo de software para Microsoft Windows e Mac OS X que muda o padrão de fundo do computador para dados constantes da superfície do planeta Terra. O programa pode ser configurado para mostrar as áreas que estão sob a luz do dia ou noite, bem como também é possível mostrar as nuvens sobrepostas no mapa tal como elas se apresentam na superfície terrestre naquele determinado momento. A opção por nuvens só é possível com acesso à internet.

## Características
O mapa é completamente customizável. Os usurários podem escolher entre diferentes projeções cartográficas, desde usar a imagem de satélite a o uso do mapa político e também pode escolher entre "noite" e "luz da lua". O mapa pode ser centralizado e aumentar o seu zoom em até 400%, em qualquer parte do planeta. No caso de centralizar, EarthDesk pode centralizar a posiçãoatual da Lua ou do Sol. O programa EarthDesk suporta diferentes monitores.

## Ligações Externas
- EarthDesk homepage